# Кут зносу

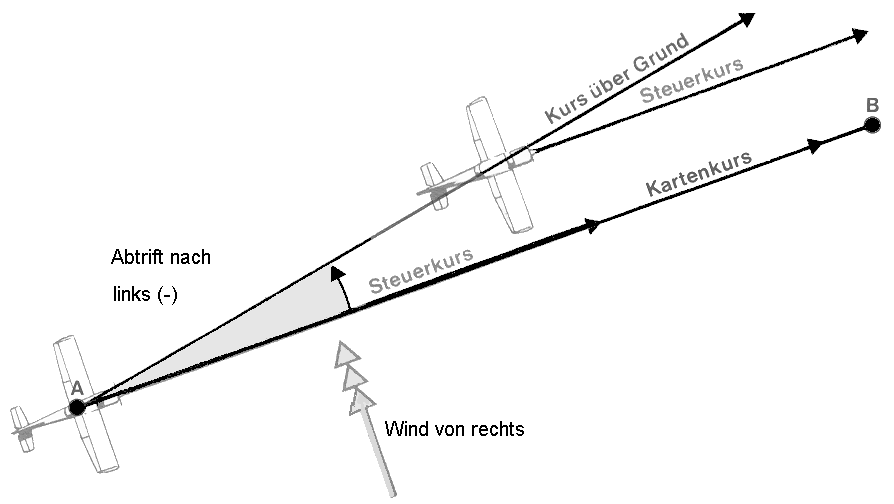
Кут зносу в горизонтальному польоті без ковзання, обумовлені бічним вітром

Кут зносу — кут між поздовжньою віссю літального апарата (ЛА) і напрямком його руху відносно земної поверхні У горизонтальному польоті без ковзання зумовлений бічним вітром.
У загальному випадку кут зносу складається з кута вітрового зносу й аеродинамічного кута зносу. Останній може бути зумовлений несиметричною аеродинамікою ЛА або наслідком нерівномірності тяги двигунів.
Кут зносу повинен враховуватися при літаководінні по істинному або магнітному курсу. Він може бути розрахований штурманом непрямо, або отриманий через безпосереднє вимірювання доплерівським вимірювачем швидкості та зносу (ДВШЗ).